# Sangirblauwoorijsvogel
De sangirblauwoorijsvogel (Cittura sanghirensis) is een vogel uit de familie Alcedinidae (ijsvogels). Het is een endemische soort van de eilanden noordwesten van Celebes.

## Kenmerken
De vogel is gemiddeld 28 cm lang. Het is een opvallend grote, bosbewonende soort ijsvogel. De kruin, nek en rug zijn bruin. Rond het oog is een violet, bijna zwart gekleurd masker met duidelijk witte lijnen omzoomd. De vleugelbovendekveren zijn violetblauw gekleurd. De snavel is forst en felrood. De borst en buik zijn lilakleurig en staart is roodbruin en loopt trapvormig af.

## Verspreiding en leefgebied
De vogel komt voor op de Sangihe-eilanden en de Talaudeilanden. Het leefgebied van de vogel is bij voorkeur primair regenwoud, maar daarvan is weinig overgebleven. De vogel wordt ook vaak waargenomen in secundair bos en in plantages.

## Status
De sangirblauwoorijsvogel heeft een beperkt verspreidingsgebied en daardoor is de kans op uitsterven aanwezig. De grootte van de populatie is niet gekwantificeerd. De aantallen hebben een sterk wisselden karakter. Het leefgebied wordt aangetast door ontbossing waarbij natuurlijk bos wordt omgezet in gebied voor agrarisch gebruik en menselijke bewoning. Om deze redenen staat deze soort als gevoelig op de Rode Lijst van de IUCN.